# 維希德山
48°1′4.9″N 24°34′41.2″E / 48.018028°N 24.578111°E
維希德山是烏克蘭的山峰，位於該國西部，處於伊萬諾-弗蘭科夫斯克州和外喀爾巴阡州接壤的邊界，屬於烏克蘭喀爾巴阡山脈的一部分，海拔高度1,471米。